# 1790
| [ Edytuj tabelę ]              | |
| Król Polski                    | - 1764 Stanisław August Poniatowski 1795                                                                                                |
| Emir Afganistanu               | - 1772 Timur Szah Durrani 1793 |
| Współksiążęta Andory           | - 1785 Josep de Boltas 1795 - 1774 Ludwik XVI 1792                                                                                      |
| Elektor Bawarii                | - 1777 Karol Teodor 1799 |
| Sułtan Brunei                  | - 1762 Omar Ali Saifuddin I 1795 |
| Cesarz Chin                    | - 1735 Qianlong 1796 |
| Król Czech                     | - 1780 Józef II Habsburg 1790 - 1790 Leopold II Habsburg 1792                                                                           |
| Król Danii                     | - 1766 Chrystian VII 1808 |
| Dalajlama                      | - 1758 Jamphel Gjaco 1804 |
| Król Francji                   | - 1774 Ludwik XVI 1792 |
| Król Gruzji                    | - 1762 Herakliusz II 1798 |
| Król Hiszpanii                 | - 1788 Karol IV 1808 |
| Stadhouder Holandii            | - 1751 Wilhelm V Orański 1795 |
| Szach Iranu                    | - 1789 Lotf Ali Chan 1794 |
| Państwo Wielkich Mogołów       | - 1759 Shah Alam II 1806 |
| Król Irlandii                  | - 1760 Jerzy III Hanowerski 1820 |
| Cesarz Japonii                 | - 1779 Kōkaku 1817 |
| Kalif                          | - 1789 Selim III 1807 |
| Patriarcha Konstantynopola     | - 1789 Neofit VII 1794 |
| Władca Korei                   | - 1776 Chŏngjo 1800 |
| Książę Kurlandii i Semigalii   | - 1769 Piotr Biron 1795 |
| Emir Kuwejtu                   | - 1762 Abd Allah I 1814 |
| Książę Liechtensteinu          | - 1781 Alojzy I 1805 |
| Sułtan Maroka                  | - 1757 Muhammad III 1790 - 1790 Jazid ibn Muhammad 1792                                                                                 |
| Książę Monako                  | - 1733 Honoriusz III 1793 |
| Król Nawarry                   | - 1774 Ludwik XVI 1791 |
| Król Nepalu                    | - 1777 Rana Bahadur 1799 |
| Król Norwegii                  | - 1784 Fryderyk VI 1814 |
| Sułtan Omanu                   | - 1786 Hamid ibn Sa’id 1792 |
| Elektor Palatynatu             | - 1742 Karol IV Teodor 1799 |
| Papież                         | - 1775 Pius VI 1799 |
| Książę Parmy i Piacenzy        | - 1765 Ferdynand 1802 |
| Król Portugalii                | - 1777 Maria I 1816 |
| Król Prus                      | - 1786 Fryderyk Wilhelm II 1797 |
| Car Rosji                      | - 1762 Katarzyna II Wielka 1796 |
| Cesarz Rzymski (niemiecki)     | - 1765 Józef II Habsburg 1790 - 1790 Leopold II Habsburg 1792                                                                           |
| Kapitanowie Regenci San Marino | - 1789 Marino Giangi Francesco Belzoppi 1790 - 1790 Mariano Begni Matteo Martelli 1790 - 1790 Filippo Belluzzi Antonio Capicchioni 1791 |
| Elektor Saksonii               | - 1763 Fryderyk August III 1806 |
| Król Sardynii                  | - 1773 Wiktor Amadeusz III 1796 |
| Król Szwecji                   | - 1771 Gustaw III 1792 |
| Król Tajlandii                 | - 1782 Buddha Yodfa Chulalok 1809 |
| Sułtan Turków                  | - 1789 Selim III 1807 |
| Prezydent USA                  | - 1789 George Washington 1797 |
| Doża Wenecji                   | - 1789 Ludovico Manin 1797 |
| Król Węgier                    | - 1780 Józef II 1790 - 1790 Leopold II 1792                                                                                             |
| Monarcha Wielkiej Brytanii     | - 1760 Jerzy III 1820 |
| Premier Wielkiej Brytanii      | - 1783 William Pitt Młodszy 1801 |
| Cesarz Wietnamu                | - 1788 Quang Trung 1792 |

Rok 1790 / MDCCXC
stulecia: XVII wiek ~
XVIII wiek ~
XIX wiek

lata: 1780 «
1785 «
1786 «
1787 «
1788 «
1789 «
1790
» 1791
» 1792
» 1793
» 1794
» 1795
» 1800

## Wydarzenia w Polsce
- 26 marca – Sejm Czteroletni uchwalił tzw. podatek dochodowy dziesiątego grosza na utrzymanie armii, płacony z dóbr szlacheckich i w podwójnej wysokości z dóbr kościelnych.
- 27 marca – Sejm Czteroletni zaaprobował projekt sojuszu polsko-pruskiego.
- 29 marca – zawarto przymierze polsko-pruskie.
- 6 września – Sejm Czteroletni przyjął uchwałę o niepodzielności ziem Rzeczypospolitej.
- 4 listopada – założono Cmentarz Powązkowski w Warszawie.

## Wydarzenia na świecie
- Styczeń – francuska Konstytuanta (zgromadzenie ustawodawcze) nadało Żydom prawa obywatelskie.
- 26 stycznia – w Burgtheater w Wiedniu odbyła się prapremiera opery Così fan tutte Wolfganga Amadeusa Mozarta.
- 1 lutego – w Nowym Jorku odbyło się pierwsze posiedzenie Sądu Najwyższego Stanów Zjednoczonych.
- 11 lutego – Religijne Towarzystwo Przyjaciół wniosło do Kongresu Stanów Zjednoczonych Ameryki petycję w sprawie zniesienia niewolnictwa.
- 20 lutego – Leopold II został arcyksięciem Austrii oraz królem Czech i Węgier.
- 27 kwietnia – Georges Danton założył klub kordelierów.
- 29 maja – Rhode Island jako ostatnia z trzynastu kolonii amerykańskich ratyfikowała konstytucję i została 13. stanem Unii.
- 10 czerwca – Philadelphia Spelling Book autorstwa Johna Barry’ego została pierwszą książką w Stanach Zjednoczonych objętą prawem autorskim.
- 12 czerwca – stolicą Stanów Zjednoczonych została Filadelfia (do 1800 roku).
- 19 czerwca – francuska Konstytuanta zniosła dziedziczne szlachectwo.
- 9 lipca – wojna rosyjsko-szwedzka: stoczono drugą bitwę pod Svenskund.
- 12 lipca – Konstytuanta uchwaliła w rewolucyjnej Francji tzw. cywilną konstytucję dla kleru, według której Kościół francuski został odłączony od Rzymu i włączony w struktury państwa francuskiego.
- 14 lipca – w Paryżu odbyły się pierwsze obchody Święta Federacji.
- 17 lipca – Thomas Saint opatentował maszynę do szycia.
- 2 sierpnia – przeprowadzono pierwszy spis ludności Stanów Zjednoczonych. Kraj zamieszkiwało 3 929 326 osób.
- 14 sierpnia – podpisano rosyjsko-szwedzki pokój w Värälä.
- 30 września – Leopold II Habsburg został wybrany na cesarza rzymsko-niemieckiego.
- 1 listopada – irlandzki filozof i polityk Edmund Burke opublikował książkę Rozważania o rewolucji we Francji.
- 15 listopada – Leopold II Habsburg został koronowany w Bratysławie na króla Węgier.
- 22 listopada – armia austriacka wkroczyła do Belgii.
- 17 grudnia – w mieście Meksyk odkopano Kamień Słońca.
- 22 grudnia – VI wojna rosyjsko-turecka: generał Aleksander Suworow zdobył turecką twierdzę Izmaił.
- Kongres Stanów Zjednoczonych Ameryki podjął uchwałę o utworzeniu nowej siedziby rządu i przeniesieniu stolicy z Filadelfii w terminie do „pierwszego poniedziałku w grudniu roku 1800” (patrz Dystrykt Kolumbii).
- W Waszyngtonie rozpoczęła się budowa Białego Domu, oficjalnej rezydencji prezydenta Stanów Zjednoczonych Ameryki.
- W Blaenavon (pd. Walia) wybudowano pierwszy wiadukt kolejowy (dł. 40 m, wys. 10 m, oparty na 10 krótkich przęsłach).

## Urodzili się
- 14 stycznia - Feliks Paweł Jarocki, polski zoolog (zm. 1865)
- 26 stycznia – Claude François Lallemand, francuski lekarz (zm. 1854)
- 24 lutego - Maciej Józef Brodowicz, polski lekarz (zm. 1885)
- 29 marca – John Tyler, dziesiąty prezydent USA (zm. 1862)
- 9 kwietnia – Elżbieta Vendramini, założycielka tercjarek franciszkanek elżbietanek, błogosławiona katolicka (zm. 1860)
- 23 maja - Antoni Krząstkiewicz, polski malarz (zm. 1870)
- 7 sierpnia - Antoni Frenzel, niemiecki duchowny katolicki, biskup pomocniczy warmiński (zm. 1873)
- 29 sierpnia – Leopold, wielki książę Badenii (zm. 1852)
- 1 października - John Truman Stoddert, amerykański polityk, kongresman ze stanu Maryland (zm. 1870)
- 16 października - Szymon Konopacki, polski poeta, pamiętnikarz (zm. 1884)
- 21 października – Alphonse de Lamartine, francuski polityk, pacyfista i pisarz (zm. 1869)
- 30 października – Karol Lipiński, polski skrzypek, kompozytor i pedagog (zm. 1861)
- 17 listopada – August Ferdinand Möbius, niemiecki matematyk, znany ze Wstęgi Möbiusa (zm. 1868)
- 19 grudnia – William Edward Parry, brytyjski żeglarz, eksplorator Arktyki (zm. 1855)
- 23 grudnia – Jean-François Champollion, francuski językoznawca, archeolog, egiptolog i poliglota (zm. 1832)
- data dzienna nieznana: 
  - Agata Chŏn Kyŏng-hyŏb, koreańska męczennica, święta katolicka (zm. 1839)

## Święta ruchome
- Tłusty czwartek: 11 lutego
- Ostatki: 16 lutego
- Popielec: 17 lutego
- Niedziela Palmowa: 28 marca
- Wielki Czwartek: 1 kwietnia
- Wielki Piątek: 2 kwietnia
- Wielka Sobota: 3 kwietnia
- Wielkanoc: 4 kwietnia
- Poniedziałek Wielkanocny: 5 kwietnia
- Wniebowstąpienie Pańskie: 13 maja
- Zesłanie Ducha Świętego: 23 maja
- Boże Ciało: 3 czerwca